# Ниязмамедов, Тачмамед
Тачмамед Ниязмамедов (1914—1943) — старший сержант Рабоче-крестьянской Красной Армии, участник Великой Отечественной войны, Герой Советского Союза (1944), Герой Туркменистана.

## Биография
Родился в 1914 году в селе Джеджирс (ныне — Гызыларбатский этрап Балканского велаята Туркменистана).
После окончания педучилища работал сначала учителем, затем директором в школах.
В октябре 1941 года Ниязмамедов был призван на службу в Рабоче-крестьянскую Красную Армию. С ноября 1942 года — на фронтах Великой Отечественной войны.
К сентябрю 1943 года гвардии старший сержант Тачмамед Ниязмамедов был помощником командира пулемётного взвода 3-го эскадрона 60-го гвардейского кавалерийского полка 16-й гвардейской кавалерийской дивизии 7-го гвардейского кавалерийского корпуса Центрального фронта. Отличился во время битвы за Днепр. В ночь с 27 на 28 сентября 1943 года взвод Ниязмамедова переправился через Днепр в районе деревни Нивки Брагинского района Гомельской области Белорусской ССР и принял активное участие в боях за захват и удержание плацдарма на его западном берегу. 30 сентября 1943 года в районе деревни Галки того же района Ниязмамедов во главе пулемётного расчёта отразил немецкую контратаку, только лично уничтожив около 10 солдат и офицеров противника. 14 ноября 1943 года Ниязмамедов погиб в бою. Похоронен в деревне Вышемир Речицкого района Гомельской области Белоруссии.
Указом Президиума Верховного Совета СССР «О присвоении звания Героя Советского Союза генералам, офицерскому, сержантскому и рядовому составу Красной Армии» от 15 января 1944 года за «образцовое выполнение боевых заданий командования на фронте борьбы с немецкими захватчиками и проявленными при этом отвагу и геройство» гвардии старший сержант Тачмамед Ниязмамедов посмертно был удостоен высокого звания Героя Советского Союза. Также посмертно был награждён орденом Ленина. Посмертно удостоен звания «Герой Туркменистана».
В честь Ниязмамедова названы улица в Гызыларбате и школа в селе Чукур Гызыларбатского этрапа, установлен бюст в Гызыларбате.